# Burmusculus shennongii
Burmusculus shennongii (лат.) — ископаемый вид помпилоидных ос рода † Burmusculus († Burmusculidae, Pompiloidea). Бирманский янтарь (меловой период, сеноманский век, около 99 млн лет). Мьянма. Назван в честь Шэнь-нун (神农, Shénnóng), в китайской мифологии бог земледелия и создатель китайской медицины.

## Описание
Мелкие осы (длина тела 3,7 мм, переднее крыло 2,46 мм). От близких видов отличается следующими признаками: ячейка переднего крыла 2rm вдоль RS короче, чем апикальная часть RS; висок умеренно узкий на всем протяжении; лабрум языковидный; максиллярные пальпы короткие; щитик не окаймлён. Усики самца 13-члениковые. Глаза крупные, почти достигают основания мандибул. Вид был впервые описан в 2018 году китайскими и российским энтомологами (Qi Zhang; Alexandr P. Rasnitsyn; Haichun Zhang).